# 基涅什马

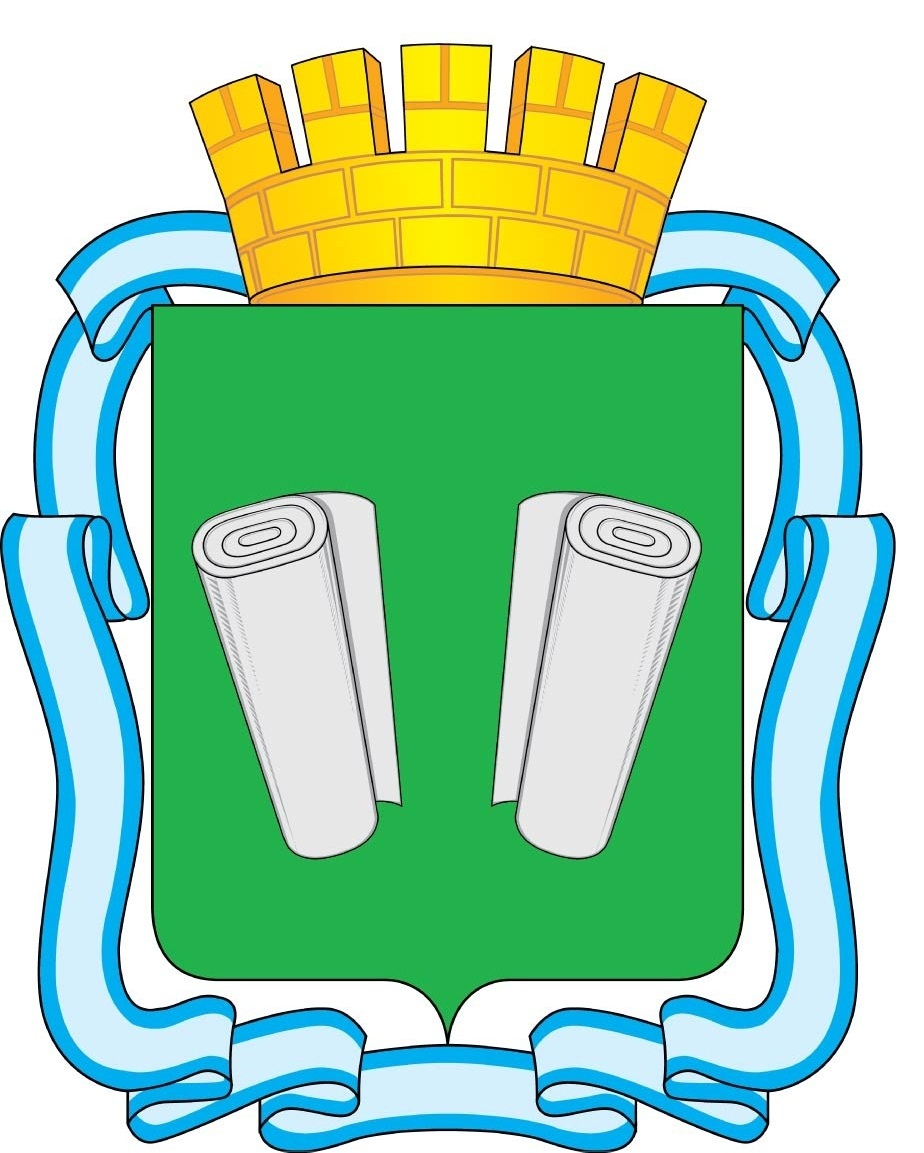
基涅什马市徽

基涅什马 （羅馬化：Kineshma），是俄罗斯伊万诺沃州的第二大城市。 根据2002年的人口普查，该市有人口95,233人。隶属基涅什马区。